# بافلي فاجيتش
بافلي فاجيتش (بالإنجليزية: Pavle Vagić)‏ هو لاعب كرة قدم سويدي، من مواليد 24 يناير 2000، يلعب في صفوف نادي هاماربي.

## روابط خارجية
- بافلي فاجيتش على موقع اتحاد النرويج (النرويجية)
- بافلي فاجيتش على موقع اتحاد السويد (السويدية)
- بافلي فاجيتش على موقع قاعدة بيانات كرة القدم.إي يو (الإنجليزية)
- بافلي فاجيتش على موقع Soccerway.com (الإنجليزية)